# Napoleon-Marsch
Der Napoleon-Marsch ist ein Marsch von Johann Strauss (Sohn) (op. 156). Das Werk wurde am 12. Oktober 1854 in Schwenders Casino in Wien erstmals aufgeführt.